# Shikoku
Shikoku ou Xicocu (四国, Shikoku, "quatro países; 四(Quatro), 国(País, nação)") é a menor e menos populosa das quatro ilhas principais do arquipélago japonês, sendo a 50ª maior ilha do mundo em área. Está localizada a sul da ilha de Honshu, a leste da ilha de Kyushu e envolvido em parte pelo Mar Interior de Seto, sendo formada por quatro prefeituras:
- Kōchi
- Ehime
- Tokushima
- Kagawa

A ilha possui conexão com a ilha principal de Honshu por ar e por balsa e, desde 1988, pela ponte Seto-Ohashi. Montanhas cortam a ilha ao meio, dividindo-a em uma região norte, que é voltada para o mar interior e onde se localizam as maiores concentrações populacionais da ilha, e uma região sul voltada para o Oceano Pacífico, com baixa densidade populacional e que concentra a agricultura de vegetais em estufa.

## Dados
População: 4 888 039
Área: 18 783 km²

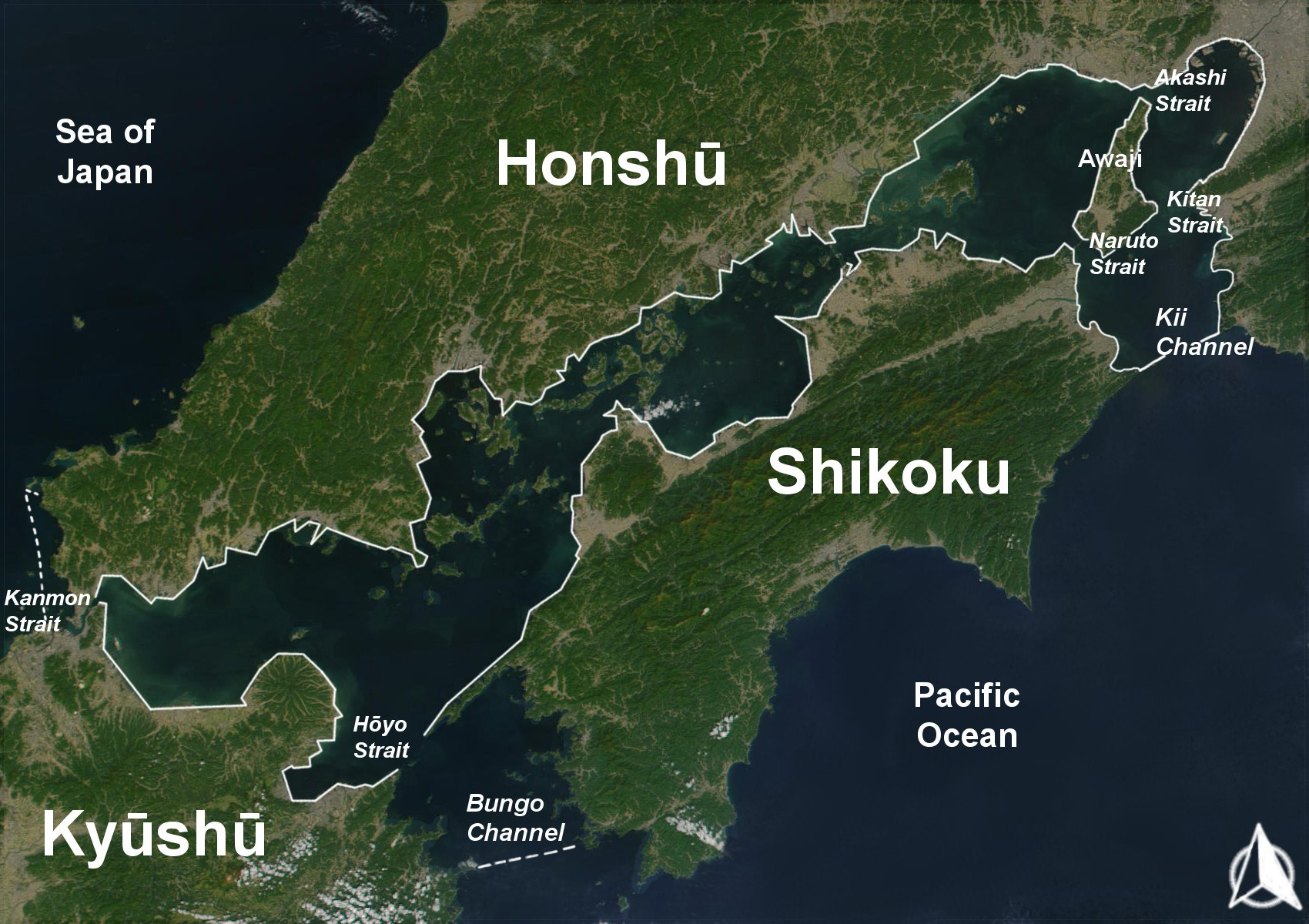
Shikoku e sua relação com o Mar Interior de Seto e Honshu

Densidade demográfica: 221,16 habitantes por quilômetro quadrado
Maior cidade: Matsuyama
Ponto mais alto: Monte Ishizuchi
O nome da ilha de Shikoku vem de quatro províncias: Sanuki, Awa, Tosa e Iyo. É uma ilha montanhosa, exceto nas planícies, à volta do mar interior e das costas do Pacífico.  A parte norte da ilha faz parte do cinturão industrial do mar interior de Seto.  Na parte sul da ilha, produzem-se citrinos, madeira para construção e existe atividade pesqueira. A estação de plantio é muito longa, 260 dias.
Hikoku é um local de antiga peregrinação, que ainda hoje se mantém, em honra do monge budista Kukai (774–835). A maior parte do interior de Seto é considerado parque nacional. Tem zonas de grande beleza, com praias de areia branca, ilhas com pinheiros, rochas escarpadas e santuários como os de Itsukushima, que parecem flutuar nas ondas. 

## Geografia
A região de Shikoku, compreendendo a ilha principal e suas pequenas ilhas em volta, cobre uma área aproximada de 18800 km2, sendo formada por quatro prefeituras: Ehime, Kagawa, Kochi e Tokushima. Do outro lado do mar interior, estão as prefeituras de Wakayama, Osaka, Hyogo, Okayama, Hiroshima e Yamaguchi, na ilha de Honshu. Ao oeste, encontra-se Oita e Miyazaki, em Kyushu.
A 50ª maior ilha do mundo em área, Shikoku é menor que a Sardenha e a Ilha do Bananal, mas maiores que Halmaera e Seram. Pela população, ocupa a 23ª posição, tendo menos habitantes que a Sicília ou Singapura, mas mais do que Porto Rico ou a ilha de Negros.
Montanhas cruzam Shikoku de leste a oeste, dividindo a ilha em uma estreita região norte, de frente para o mar interior, e uma outra região ao sul de frente para o Oceano Pacífico. A maioria de seus 4 500 000 habitantes vivem no norte, e todas exceto uma das grandes cidades estão localizadas ali. O Monte Ishizuchi (石鎚山), em Ehime, com 1 982 metros, é a mais alta montanha da ilha. Indústrias são bem razoavelmente desenvolvidas, incluindo o processamento de minérios, principalmente de cobre. A terra é usada intensivamente. Nas áreas aluviais amplas, especialmente na região oriental, cultiva-se o arroz, além do trigo e da cevada no inverno. As frutas são cultivadas em toda a região norte com grande variedade, incluindo frutas cítricas, pêssegos e uvas. Devido à produção de trigo, o Sanuki Udon (讃岐うどん) tornou-se um importante item na alimentação dos habitantes de Kagawa (antiga província de Sanuki), no Período Edo.
A parte sul da ilha é montanhosa e pouco povoada. A única região plana de tamanho significativo é a planície aluvial em Kochi (cidade). Os invernos suaves da região estimulam a agricultura, especialmente o cultivo de vegetais de fora de estação nas estufas. Duas safras de arroz podem ser cultivadas anualmente na região sul. A indústria de celulose e papel leva vantagem pelas florestas abundantes e a energia hidroelétrica.
O maior rio de Shikoku é o Rio Yoshinogawa. Ele corre 196 quilômetros de sua nascente perto do Monte Ishizuchi, cortando de oeste a leste a parte norte das prefeituras de Kochi e Tokushima, alcançando o mar na cidade de Tokushima. O Yoshino é famoso por ser o melhor rio de rafting do Japão.
Shikoku tem quatro importantes cabos. Gamoda, em Anan, Tokushima, é o ponto mais a leste da ilha e Sada, em Ikata, Ehime é o ponto mais a oeste. Muroto, em Kochi e Ashizuri, os pontos mais ao sul de Shikoku, junto com Tosashimizu, Kochi. O ponto mais ao norte é Takamatsu, Kagawa. Ao contrário das outras três grandes ilhas do Japão, Shikoku não tem vulcões.

## Prefeituras e Cidades
A região de Shikoku é constituída de quatro prefeituras e 35 cidades:
- Prefeitura de Kochi: Aki, Kochi (capital), Muroto, Nakamura, Nankoku, Sukumo, Susaki, Tosa, Tosashimizu

- Prefeitura de Ehime: Imabari, Iyo, Iyomishima, Kawanoe, Matsuyama (capital), Niihama, Ozu, Saijo, Seiyo, Shikokuchuo, Toon, Toyo, Uwajima, Yawatahama

- Prefeitura de Tokushima: Anan, Komatsushima, Naruto, Tokushima (capital), Yoshinogawa

- Prefeitura de Kagawa: Higashikagawa, Kan'onji, Marugame, Sakaide, Sanuki, Takamatsu (capital), Zentsuji

## Cultura

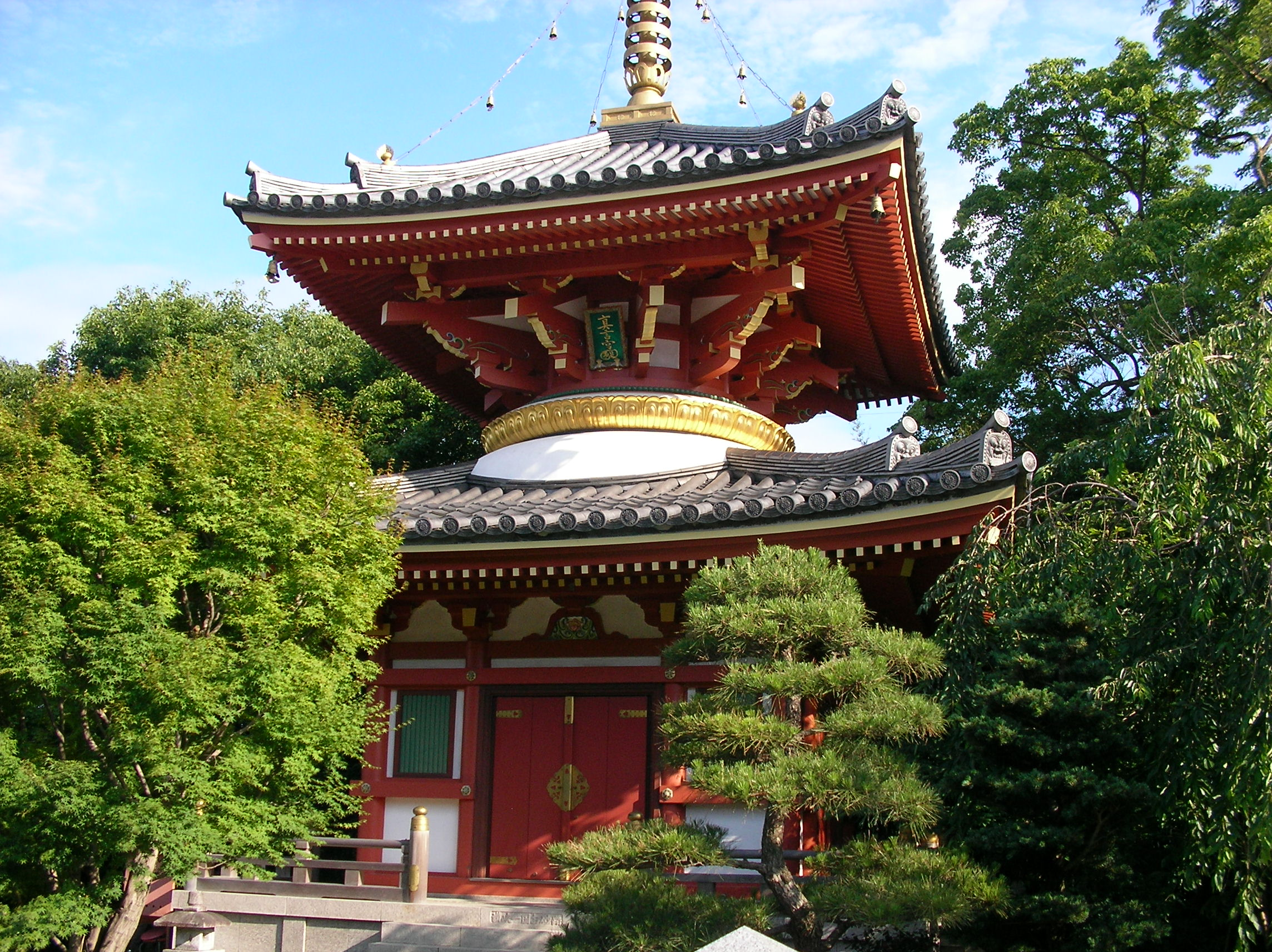
Anraku-ji em Kamita, Tokushima

### Movimentos
O pioneiro do Método Fukuoka, Masanobu Fukuoka, autor de "A Revolução de uma Folha de Palha", desenvolveu seu método na fazenda de sua família, em Shikoku. O líder político Sakamoto Ryoma, nascido em Kochi, exerceu um importante papel na Restauração Meiji, defendendo um sistema político mais moderno para o país.

### Tradições
Shikoku é também famosa por suas Peregrinação aos 88 Templos associados ao monge Kukai. Nos tempos modernos, os peregrinos frequentemente viajam de ônibus, raramente escolhendo o método antigo de andar a pé. Eles são vistos vestindo jaquetas brancas com os caracteres dōgyō ninin, que significa "dois viajando juntos".
Todos os anos, em agosto, a cidade de Kochi sedia o Festival de Yosakoi, um famoso evento que já se espalhou para outras prefeituras no Japão. No mesmo mês, a prefeitura de Kochi celebra o Awa Odori no festival de Obon, que atrai milhares de turistas todos os anos.